# Euroscaptor longirostris
Euroscaptor longirostris är en däggdjursart som först beskrevs av Milne-Edwards 1870.  Euroscaptor longirostris ingår i släktet Euroscaptor och familjen mullvadsdjur. IUCN kategoriserar arten globalt som livskraftig. Inga underarter finns listade.
Detta mullvadsdjur förekommer med flera från varandra skilda populationer i Kina och norra Vietnam. Arten når i bergstrakter 2900 meter över havet. Euroscaptor longirostris hittas ofta i fuktig jord och i björkskogar.